# 横林站
横林站，是京沪铁路上的一个小站，位于江苏省常州市武进区横林镇，距离北京站1315公里，距离上海站148公里。

## 沿革
2003年12月23日9点30分开始，上海铁路局撤销苏州车务段，周泾巷站、洛社站、横林站、戚墅堰站、湾城站划归为铁路无锡站，无锡站管辖范围由之前的三站（无锡站、无锡南站、无锡北站）扩大为8站。目前不办理客运业务，已于2009年撤销并拆除。该站同时是沪宁城际铁路的预留车站。